# Tilang Pur Kotla
Tilang Pur Kotla es una ciudad censal situada en el distrito de Delhi occidental,  en el territorio de la capital nacional,  Delhi (India). Su población es de 13614 habitantes (2011). 

## Demografía
Según el censo de 2011 la población de Tilang Pur Kotla era de 13614 habitantes, de los cuales 7308 eran hombres y 6306 eran mujeres. Tilang Pur Kotla tiene una tasa media de alfabetización del 85,14%, inferior a la media estatal del 86,21%: la alfabetización masculina es del 92,21%, y la alfabetización femenina del 76,89%.